# Mads Glæsner
Mads Glæsner (Tårnby, 1988. október 18. –) rövid pályás Európa-bajnoki bronzérmes dán úszó.

## Pályafutása
Első nemzetközi sikere a 400 m gyorson szerzett bronzérem volt a 2008-as rövid pályás úszó-Európa-bajnokságon, Rijekában. Már ugyanazon év nyarán, a pekingi olimpián 12. lett 400 m gyorson és 14. 1500 m gyorson.
A 2009-es úszó-világbajnokságon Rómában ötödik lett 400 m gyorson. Néhány hónappal később, az isztambuli 2009-es rövid pályás úszó-Európa-bajnokságon 400 m és 1500 m gyorson is bronzérmet nyert.

## Fordítás
- Ez a szócikk részben vagy egészben a Mads Glæsner című német Wikipédia-szócikk ezen változatának fordításán alapul.  Az eredeti cikk szerkesztőit annak laptörténete sorolja fel. Ez a jelzés csupán a megfogalmazás eredetét és a szerzői jogokat jelzi, nem szolgál a cikkben szereplő információk forrásmegjelöléseként.